# ریچلند (میسیسیپی)
ریچلند (به انگلیسی: Richland) شهری در ایالت میسیسیپی کشور ایالات متحده آمریکا است که جمعیت آن در سرشماری سال ۲۰۱۰ میلادی، ۶٬۹۱۲
نفر بوده‌است.